# Ricardo Pedro Paglia
Ricardo Pedro Paglia (ur. 31 marca 1937 w Ponte Serrada) – brazylijski duchowny rzymskokatolicki, w latach 1979-2012 arcybiskup Pinheiro.

## Życiorys
Święcenia kapłańskie przyjął 29 czerwca 1963. 3 lipca 1979 został prekonizowany biskupem Pinheiro. Sakrę biskupią otrzymał 7 września 1979. 17 października 2012 przeszedł na emeryturę.